# 隅田川橋梁群
隅田川橋梁群（すみだがわきょうりょうぐん）は、一級河川である隅田川に架かる橋梁群。江戸幕府により5橋が架橋され、明治期に入ると大幅に増えた。2020年現在、30以上の道路橋や鉄道橋が架かっており、このうち26橋が徒歩で渡れる。

## 歴史

### 江戸時代
- 1594年（文禄3年）、関東郡代伊奈忠次は千住大橋を架橋する。
- 1661年（寛文元年）、明暦の大火を受けて江戸幕府は両国橋を架橋する。
- 元禄年間、江戸幕府は新大橋と永代橋を架橋する。
- 1774年（安永3年）町方により吾妻橋が架橋される。

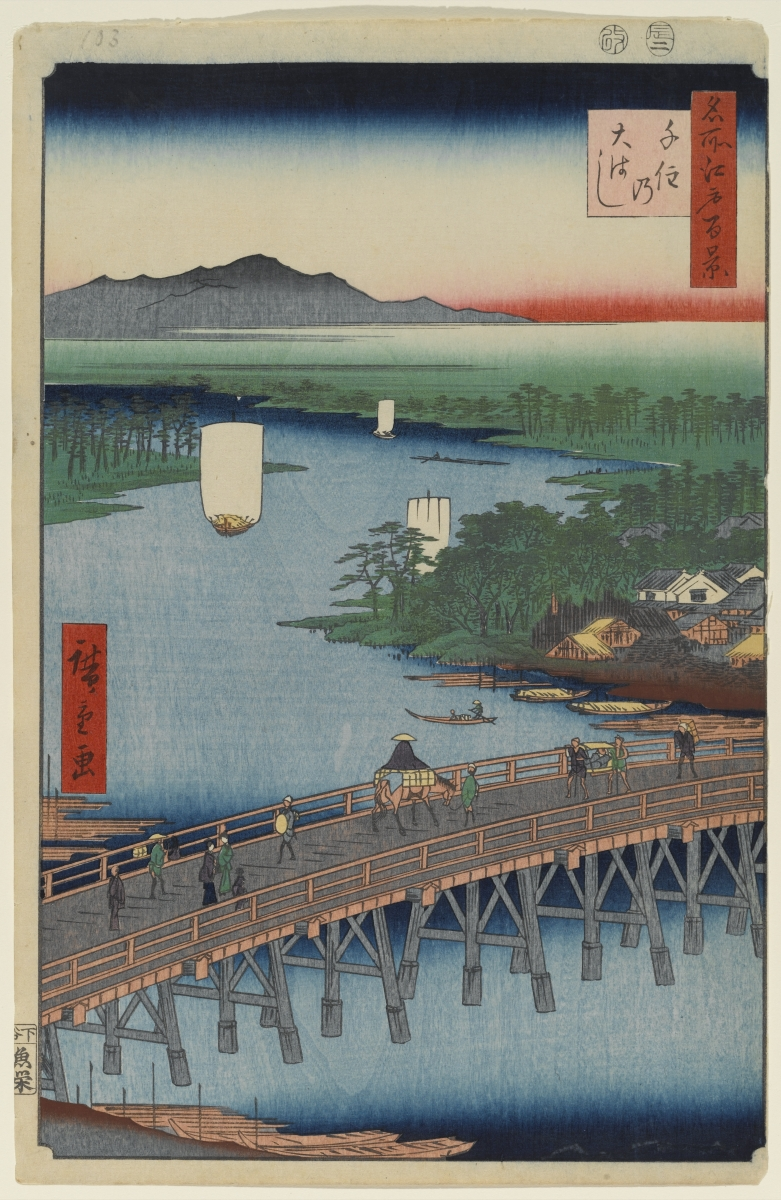
千住大橋
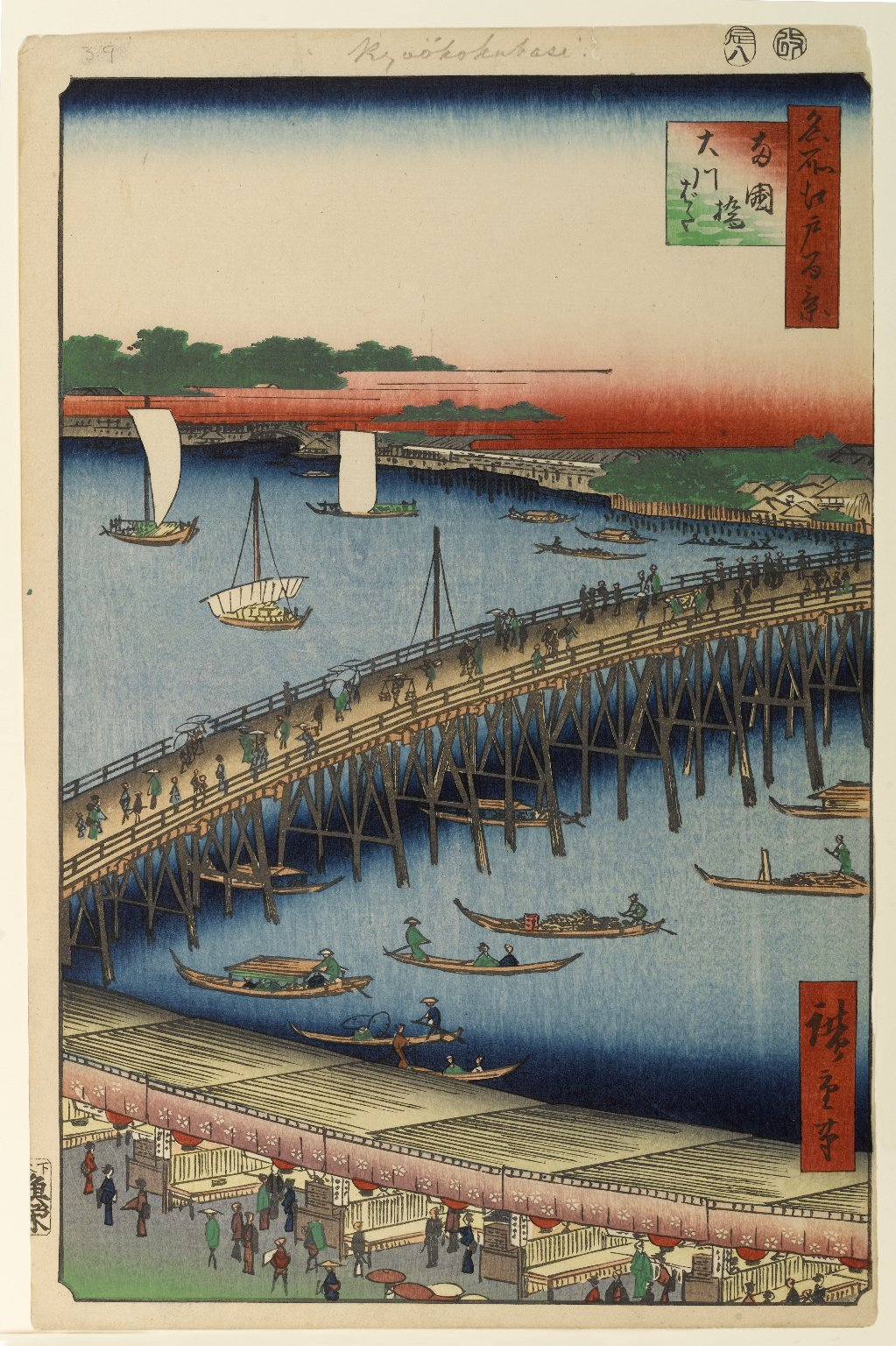
両国橋
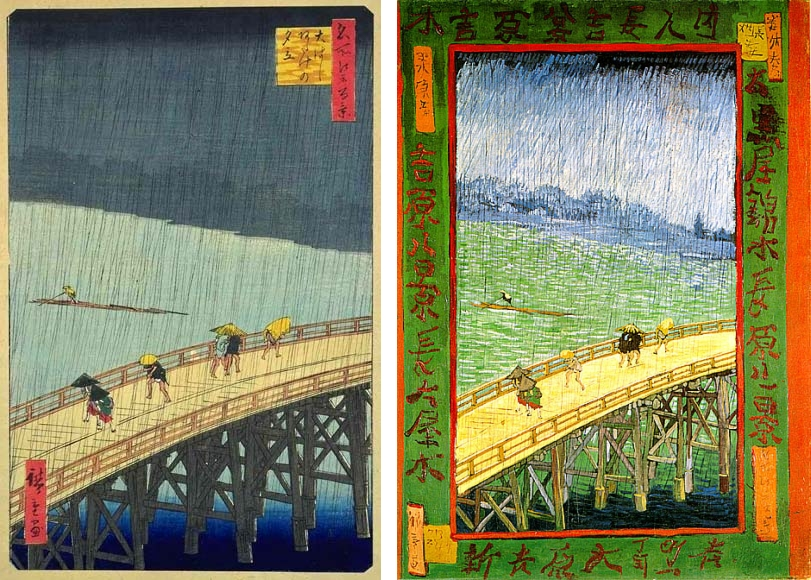
新大橋
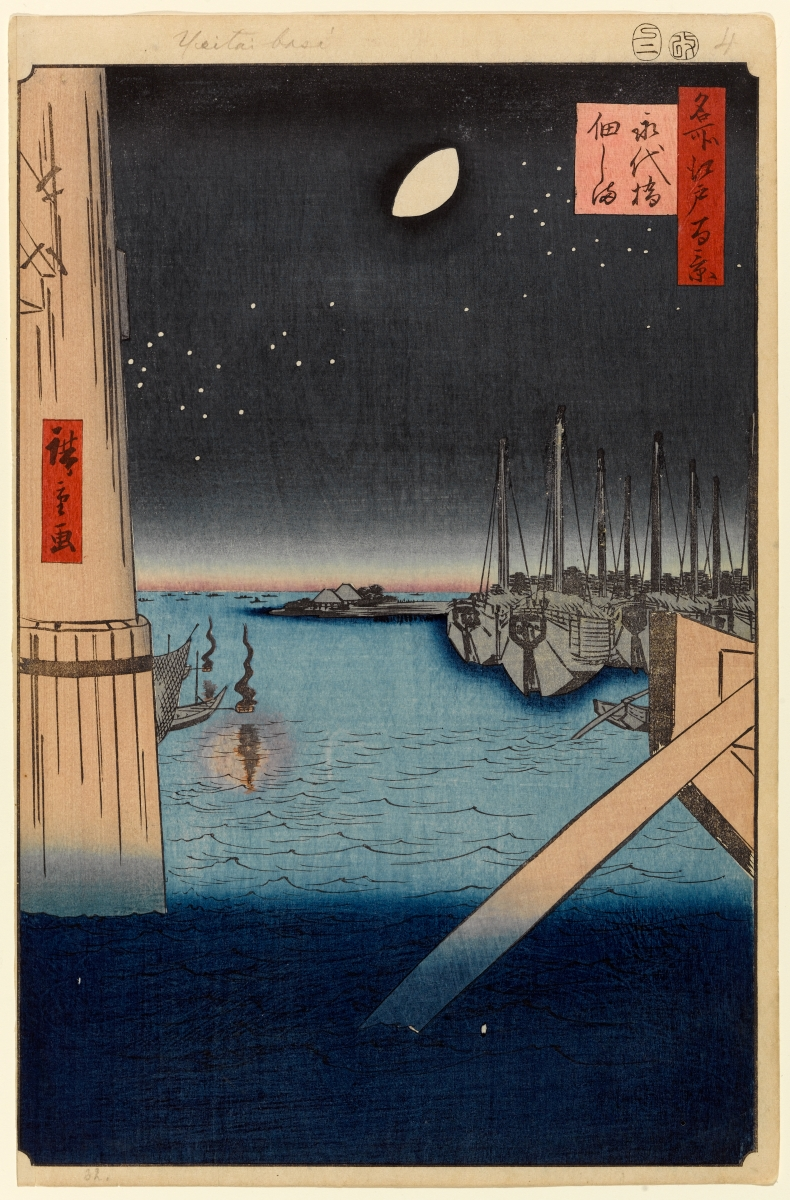
永代橋
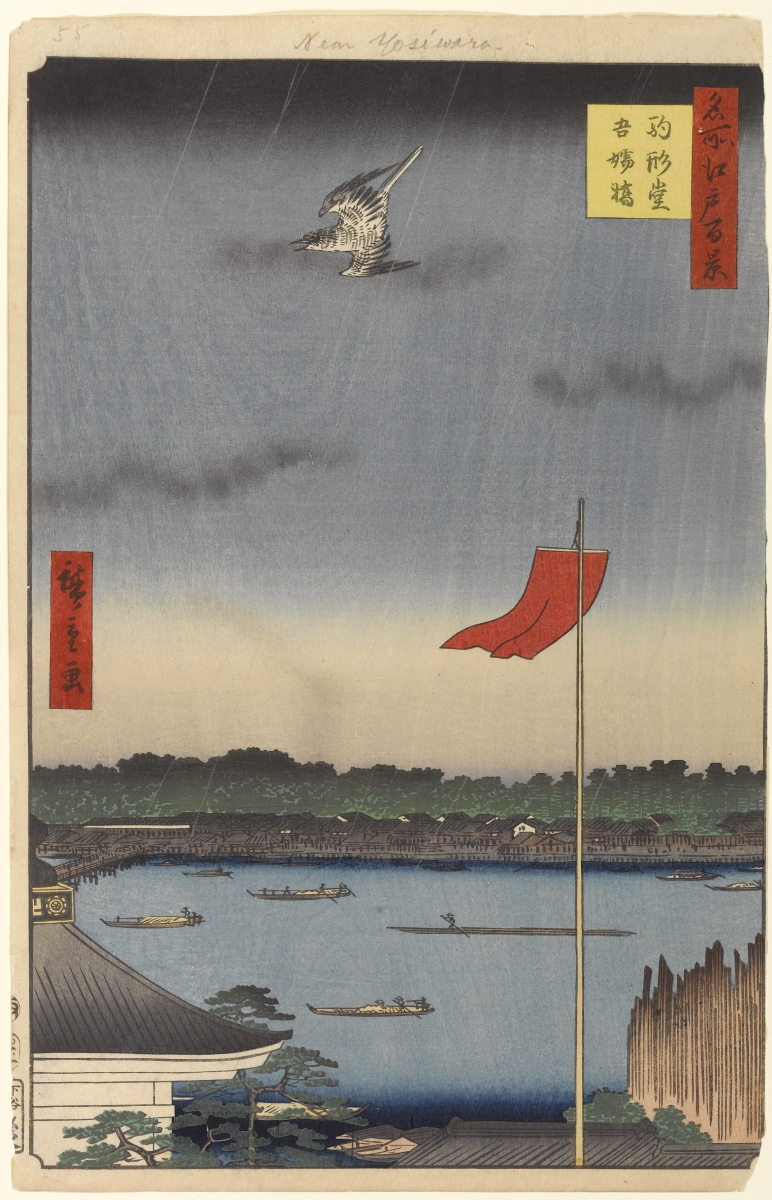
吾妻橋

### 明治時代
- 1872年（明治5年）、永代橋、新大橋、両国橋、吾妻橋の4橋が明治政府の直轄橋梁に指定される。
- 1874年（明治7年）、厩橋を架橋する。
- 1903年（明治36年）、相生橋を架橋する。

### 大正時代
- 1913年（大正3年）、白鬚橋を架橋する。

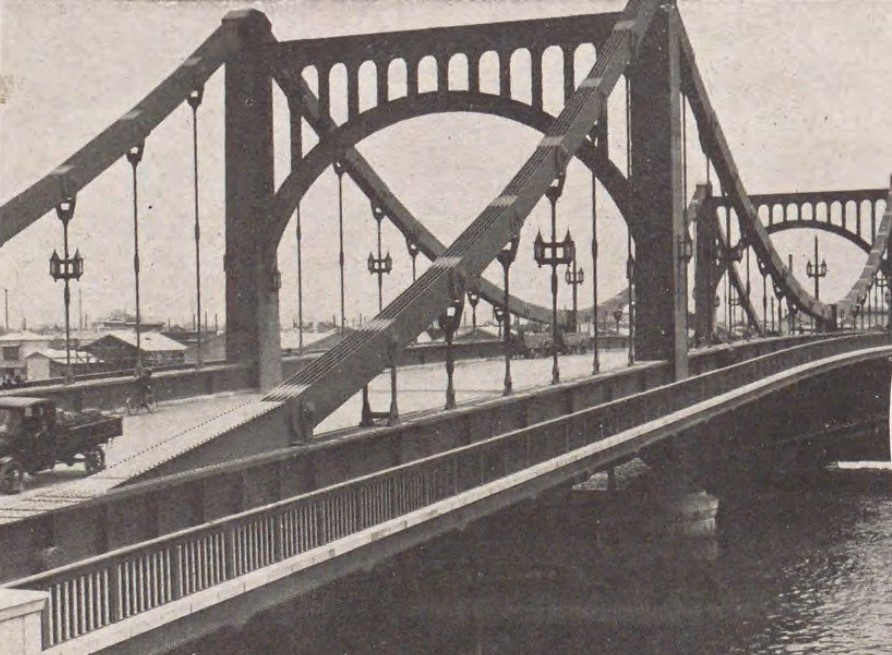
復興された清洲橋。隅田十橋のうちで最もモダンで美しいと人気があった

- 関東大震災で木造橋が焼失。多数の避難民が避難路を絶たれ焼死したことから鉄橋の架橋が計画される。
  - 内務省復興局、隅田川六橋（永代橋、清洲橋、蔵前橋、駒形橋、言問橋、相生橋）を復興する。
  - 東京市、両国橋、厩橋、吾妻橋を復興する。

### 昭和前期
- 東京大空襲で重要な避難路の一つとなる。

## 現在の主な道路橋

### 戦前架橋
重要文化財
- 永代橋
- 清洲橋

- 勝鬨橋

東京都選定歴史的建造物
- 蔵前橋
- 厩橋
- 駒形橋
- 吾妻橋

- 白鬚橋
- 両国橋
- 言問橋

その他
- 千住大橋(旧橋)

### 戦後架橋
- 千住大橋(新橋)
- 水神大橋
- 桜橋
- 新大橋

- 隅田川大橋
- 相生橋
- 中央大橋
- 佃大橋